# Piotr Potiomkin
Piotr Ivánovich Potiomkin (en ruso: Пётр Иванович Потёмкин, 1617-1700), también transliterado como Potemkin, fue un cortesano ruso, diplomático y namestnik de Borovsk durante los reinados de los zares Alejo I y Teodoro III. Fue vaivoda durante la guerra ruso-polaca (1654-1667) y tomó Lublin en 1655, así como Nyenschantz y Noteborg en 1656. Posteriormente se convirtió en stolnik trabajando como embajador del zar.

## Servicio como embajador

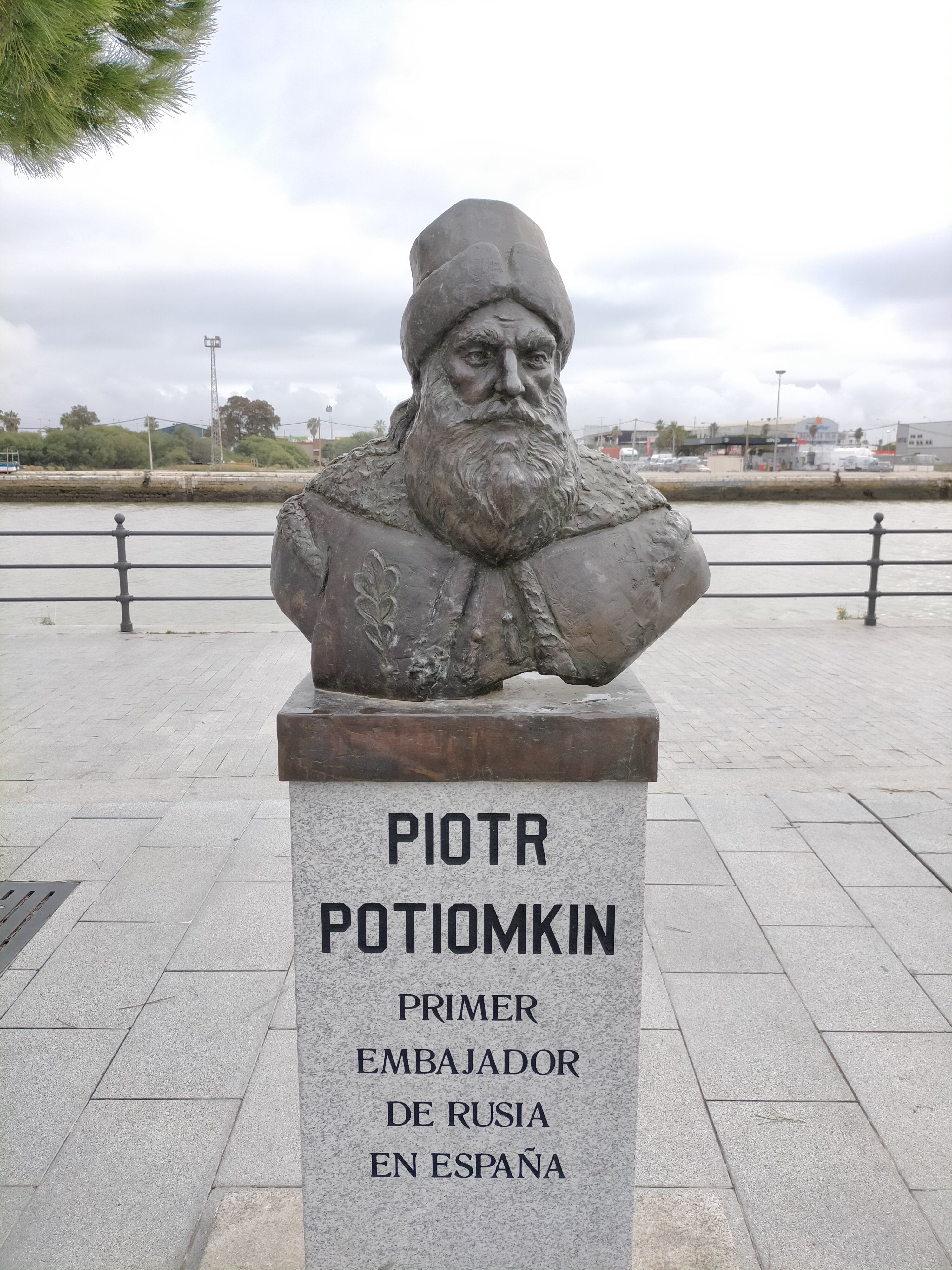
Busto de Potiomkin en El Puerto de Santa María (España).

Potiomkin lideró la embajada a España y Francia entre 1667 y 1668. Esta embajada estableció relaciones diplomáticas regulares entre Rusia y España. Un colorido retrato de Piotr Potiomkin del pintor español Juan Carreño de Miranda está expuesto en el Museo del Prado en Madrid. Durante su estancia en Francia introdujo un nuevo término, Avgardent (Авгардент), en el vocabulario diplomático ruso, que significaba "bebidas alcohólicas destiladas", especialmente coñacs y armañacs. Potiomkin los consideraba perjudiciales y abogaba por una prohibición completa de su importación a Rusia.
Viajó a Viena en 1674 para discutir acciones comunes contra el rey polaco Juan III Sobieski. También fue el enviado de Teodoro III a Francia e Inglaterra en 1681. Murió en 1700 con el rango de Okólnichi.